# Antony (rejon kamieniecki)
Antony (biał. Антаны, Antany) – wieś na Białorusi, w rejonie kamieniecki obwodu brzeskiego. Miejscowość wchodzi w skład sielsowietu Rzeczyca.

## Historia
W 1899 roku miejscowość należała do parafii prawosławnej pw. Zaśnięcia Najświętszej Maryi Panny w Rzeczycy.
W dwudziestoleciu międzywojennym leżały w Polsce, w województwie poleskim, w powiecie prużańskim, w gminie Horodeczno. W 1921 miejscowość liczyła 141 mieszkańców, zamieszkałych w 27 budynkach, wyłącznie Białorusinów wyznania prawosławnego.
Po II wojnie światowej w granicach Związku Sowieckiego. Od 1991 w niepodległej Białorusi.